# GP Denain 2003
De 45e editie van de wielerwedstrijd GP Denain werd gehouden op 17 april 2003. De start en finish vonden plaats in Raismes en Denain in het Franse Noorderdepartement. De winnaar was de Belg Bert Roesems, gevolgd door Enrico Poitschke en Thomas Voeckler.

## Uitslag
| GP Denain 2003 |                     |                        |          |
| Plaats         | Naam                | Ploeg                  | tijd     |
| Winnaar        | Bert Roesems        | Palmans-Collstrop      | 4u30'39" |
| 2              | Enrico Poitschke    | Team Wiesenhof         | z.t.     |
| 3              | Thomas Voeckler     | Brioches La Boulangère | z.t.     |
| 4              | Pierre Bourquenoud  | Jean Delatour          | +7"      |
| 5              | Frédéric Guesdon    | Française des Jeux     | +18"     |
| 6              | Jimmy Engoulvent    | Brioches La Boulangère | +31"     |
| 7              | Jérôme Pineau       | Brioches La Boulangère | +34"     |
| 8              | Christophe Edaleine | Jean Delatour          | z.t.     |
| 9              | Carlos Da Cruz      | Française des Jeux     | +40"     |
| 10             | Anthony Geslin      | Brioches La Boulangère | z.t.     |

1959 · 1960 · 1961 · 1962 · 1963 · 1964 · 1965 · 1966 · 1967 · 1968 · 1969 · 1970 · 1971 · 1972 · 1973 · 1974 · 1975 · 1976 · 1977 · 1978 · 1979 · 1980 · 1981 · 1982 · 1983 · 1984 · 1985 · 1986 · 1987 · 1988 · 1989 · 1990 · 1991 · 1992 · 1993 · 1994 · 1995 · 1996 · 1997 · 1998 · 1999 · 2000 · 2001 · 2002 · 2003 · 2004 · 2005 · 2006 · 2007 · 2008 · 2009 · 2010 · 2011 · 2012 · 2013 · 2014 · 2015 · 2016 · 2017 · 2018 · 2019 · 2020 · 2021 · 2022 · 2023 · 2024 · 2025